# Angelo Maria Scaccia
Angelo Maria Scaccia (* um 1690 in Mailand; † am 29. September 1761 ebenda) war ein italienischer Komponist und Geiger des Spätbarock.

## Leben
Angelo Maria Scaccia wurde als Sohn des Geigers Carlo Federico Scaccia († 1751) geboren. Er erhielt seine erste musikalische Ausbildung von seinem Vater, um Verwechselungen zu vermeiden, wurde er anfangs als Scaccino bezeichnet. Erstmals schriftlich erwähnt wurde er 1711, als Mitglied eines größeren, aus 60 Mailänder Musikern zusammengesetzten Orchesters, das während der Feier der Überführung einer Reliquie des Hl. Gaudenzio di Novara (327–418) in die Basilika San Gaudenzio von Novara unter der Leitung von Giuseppe Sammartini spielte. 1720 wurde Scaccia als Geiger am Teatro Regio Ducale in einer Liste von 30 virtuosi instrumentali erwähnt, um erst 1748 wieder als Stimmführer der 2. Geigen genannt zu werden. 1751 trat er die Nachfolge seines Vaters als herzoglicher Geiger an und erhielt vom Herzog das patente di violinista. Er blieb bis zu seinem Tod 1751 in diesem Amt.

## Werke (Auswahl)
Scaccia hinterließ insgesamt vierzehn Violinkonzerte, diese Konzerte folgen dem Vorbild Antonio Vivaldis, zeigen aber häufigere Wechsel von Soli und Tutti und sind alle in Dur-Tonarten gehalten. Sein Opus 1 mit sechs Konzerten wurde um 1730 bei Michel-Charles Le Cène in Amsterdam verlegt, sie gelten als die ersten Violinkonzerte, die von einem Mailänder Komponisten veröffentlicht wurden. 1736 erschienen ebenfalls in Amsterdam sechs weitere Werke, die Concerto a cinque stromenti con a violino principale Op. 2. Weitere Werke sind 6 Concerti a quattro (1730). Die meisten anderen erhaltenen Werke sind auf verschiedene Manuskriptsammlungen verteilt, einschließlich der im Fonds Blancheton enthaltenen Konzerte des Sammlers und Mäzens Pierre Philibert de Blancheton in der Bibliothek des Pariser Konservatoriums.